# XAdES
XAdES (XML Advanced Electronic Signatures) - format kwalifikowanego podpisu elektronicznego.

## Opis
Format promowany przez Unię Europejską oraz w Polsce przez MSWiA. XAdES jest rozwinięciem XML-DSig, wypełnia pole ds:Object, powiązany jest z ds:SignedInfo za pomocą elementu ds:Reference wskazującego na SignedProperties.
```
                              XMLDSIG
                                   |
<ds:Signature ID?>- - - - - - - - -+- - - - - -+
  <ds:SignedInfo>                  |           | 
    <ds:CanonicalizationMethod/>   |           |
    <ds:SignatureMethod/>          |           |
    (<ds:Reference URI? >          |           |
       (<ds:Transforms>)?          |           |
       <ds:DigestMethod/>          |           |
       <ds:DigestValue/>           |           |
    </ds:Reference>)+              |           |
  </ds:SignedInfo>                 |           |
  <ds:SignatureValue/>             |           |
  (<ds:KeyInfo>)?- - - - - - - - - +           |
                                               |
  <ds:Object>                                  |
                                               |
    <QualifyingProperties>                     |
                                               |
       <SignedProperties>                      |
                                               |
          <SignedSignatureProperties>          |
             (SigningTime)?                    |
             (SigningCertificate)?             |
             (SignatureProductionPlace)?       |
             (SignerRole)?                     |
          </SignedSignatureProperties>         |
                                               |
          <SignedDataObjectProperties>         |
             (DataObjectFormat)*               |
             (CommitmentTypeIndication)*       |
             (AllDataObjectsTimeStamp)*        |
             (IndividualDataObjectsTimeStamp)* |
          </SignedDataObjectProperties>        |
                                               |
       </SignedProperties>                     |
                                               |
       <UnsignedProperties>                    |
                                               |
          <UnsignedSignatureProperties>        |
             (CounterSignature)*               |
          </UnsignedSignatureProperties>       |
                                               |
       </UnsignedProperties>                   |
                                               |
    </QualifyingProperties>                    |
                                               |
  </ds:Object>                                 |
                                               |
</ds:Signature>- - - - - - - - - - - - - - - - +
                                               |
                                          XAdES-BES
```

? - element opcjonalny, * - dowolna liczba elementów, + - co najmniej 1 element

## Formy
ETSI definiuje kilka form XAdES-a, kolejno wymienionych poniżej, z których każda jest rozwinięciem poprzedniej:
- XAdES-BES (Basic Electronic Signature) - podstawowa forma rozwijająca XML-DSig o czas lokalny, miejsce, role osoby składającej podpis, ścieżkę certyfikacji, stemple czasowe na wybranych lub wszystkich referencjach oraz dodatkowe podpisy (podpis wielokrotny, kontrasygnaty)
- XAdES-EPES (Explicit Policy based Electronic Signature) - dodaje identyfikator polityki generowania podpisu i weryfikacji w celu zapewnienia tych samych warunków w procesach podpisu i weryfikacji
- XAdES-T (timestamp) - dodaje stempel czasowy wystawiony przez urząd znakujący czasem na ds:SignatureValue(sygnatura podpisu), zapewnia to istnienie podpisu w danym momencie czasowym,
- XAdES-C (complete) - dodaje identyfikatory do certyfikatów użytych do wygenerowania podpisu np. ścieżka certyfikacyjna, certyfikat urzędu znakującego czasem, certyfikat serwera OCSP oraz identyfikatory do danych odwołanych (revocation data) np. CRL, identyfikator odpowiedzi serwera OCSP oraz "others".
- XAdES-X (extended) - dodaje stemple czasowe wystawiony przez urząd znakujący czasem na elementach dodanych przez XAdES-C,
- XAdES-X-L (extended long-term) - w odróżnieniu od XAdES-C tutaj dodawane są już certyfikaty (poza certyfikatem osoby podpisującej) oraz dodawane są revocation data, czyli CRL lub odpowiedź serwera OCSP lub "others",
- XAdES-A (archival) - dodaje okresowo stemple czasowe (np. raz na rok) wystawione przez urząd znakujący czasem dla wielu elementów podpisu, chroni to przed osłabieniem siły kryptograficznej podpisu.